# Curtiss XF15C
Curtiss XF15C-1 je bilo prototipno lovsko letalo iz 1940ih. XF15C je imel "mešan" pogon: en 2100 konjski zvezdasti motor Pratt & Whitney (za pogon propelerja) in en turboreaktivni motor Allis-Chalmers J36. Letalo je bilo hitrejše kot povsem propelerska letala, vendar Ameriška mornarica ni pokazala zanimanja in se je namesto tega osredotočila na povsem reaktivna letala. 

## Specifikacije
- Posadka: 1
- Dolžina: 44 ft 0 in (13,41 m)
- Razpon kril: 48 ft 0 in (14,63 m)
- Višina: 15 ft 3 in (4,65 m)
- Površina kril: 37,16 ft2 (400 m2)
- Prazna teža: 12648 lb (5739 kg)
- Gros teža: 16630 lb (7543 kg)
- Pogon:
- 1 × Pratt & Whitney R-2800-34W 18-valjni zvezdasti motor, 2100 KM (1566 kW)
- 1 × Allis-Chalmers J36 turboreaktivni motor, 2700 lbf (12,26 kN) potiska

- Največja hitrost: 469 mph (755 km/h)
- Dolet: 1385 milj (2228 km)
- Hitrost vzpenjanja: 5020 ft/min (25,5 m/s)
- Oborožitev: 4x 20 mm (.79 in) avtomatski topovi v krilih